# Revue critique d'histoire et de littérature
 (octobre 2014).
La Revue critique d'histoire et de littérature est un périodique lancé à Paris en 1865, consacré au compte-rendu critique des nouvelles publications dans les domaines des études historiques, de l'histoire littéraire et de la philologie.

## Historique
Les quatre fondateurs, constituant le premier comité de rédaction, étaient Gaston Paris, Paul Meyer, Charles Morel et Hermann Zotenberg. Il semble que ce soit ce dernier qui ait conçu le projet et y ait entraîné les autres. Le premier prospectus fut rédigé par G. Paris et H. Zotenberg.
Éditée à l'origine par la librairie Albert Franck, la revue consistait en bulletins d'abord bimensuels, puis mensuels, de format et de volume modestes, ne dépassant pas une vingtaine de pages, d'une présentation typographique très sobre, contenant uniquement des comptes-rendus critiques des ouvrages parus en France ou à l'étranger relevant du domaine de l'érudition. Le premier numéro sortit le 6 janvier 1866.
Les deux modèles étrangers étaient le Literarische Centralblatt, publié à Leipzig depuis 1850, et l'Athenaeum, paraissant à Londres depuis 1828. En France, on relève quelques précédents éphémères : l' Athenaeum français, journal universel de la littérature, de la science et des beaux-arts (1852/56) ; le Bulletin bibliographique de la Revue contemporaine (1852/70) ; la Correspondance littéraire (1856/65).
La revue fut conçue par ses fondateurs, de jeunes philologues formés (pour trois d'entre eux) dans des universités allemandes, comme une arme pour imposer une méthode scientifique rigoureuse dans les domaines de l'histoire et de la philologie, trop marqués alors en France, selon eux, par une tradition de dilettantisme. Elle se forgea une réputation légendaire de sévérité : la critique âpre et impitoyable à laquelle elle soumettait toutes les publications se réclamant de l'érudition fut qualifiée de « police de la librairie » (Ernest Lavisse), de « justice par la terreur » (Charles Seignobos, collaborateur régulier). Usant d'un style simple, direct et tranchant, dans des articles courts, denses et techniques, les rédacteurs rompaient avec la tradition d'éloquence mondaine de la critique littéraire traditionnelle.
Le programme, constamment rappelé dans des éditoriaux, peut se résumer par la phrase suivante : « Ce que nous cherchons avant tout, c'est à répandre, si nous le pouvons, à perfectionner les méthodes scientifiques. La faiblesse du mouvement scientifique dans notre pays ne provient pas tant du manque de zèle que du manque de méthode » (« À nos lecteurs », 1869).
Hermann Zotenberg, initiateur du projet, abandonna le comité de rédaction au bout de deux ans. Suspendue par la guerre en 1871, la revue reprit sa parution en 1872, avec l'entrée de Michel Bréal au comité. Elle fut rachetée en 1876 par la librairie Ernest Leroux (qui publiait aussi la Revue historique et la Revue philosophique). Le nouveau comité était constitué de Camille de La Berge, Michel Bréal, Gabriel Monod et Gaston Paris. Ce dernier quitta la direction de la revue en 1887 (il avait par ailleurs fondé la revue Romania avec Paul Meyer en 1872).
La parution de la Revue critique, qui connut de nombreuses vicissitudes, cessa définitivement en 1935.

## Autres titres
- Ne pas confondre avec La Revue critique, hebdomadaire fondé en janvier 1882 par Émile Max[1].